# Július Torma
Július Torma est un boxeur slovaque né le 7 mars 1922 à Budapest et mort le 23 octobre 1991 à Prague.

## Carrière
Il devient champion olympique des poids welters pour la Tchécoslovaquie aux Jeux de Londres en 1948 en s'imposant en finale contre l'Américain Hank Herring. Torma remporte également au cours de sa carrière amateur le titre européen à Oslo en 1949 et deux médailles de bronze à Dublin en 1947 (poids moyens) et à Berlin-Ouest en 1955 (poids mi-lourds).

## Parcours auxJeux olympiques
Jeux olympiques d'été de 1948 à Londres (poids welters) :
- Bat Gusztav Bene (Hongrie) aux points
- Bat Clifford Blackburn (Canada) par KO au 2e round
- Bat Aurelio Diaz Cadaveda (Espagne) par disqualification au 2e round
- Bat Alessandro D'Ottavio (Italie) aux points
- Bat Hank Herring (États-Unis) aux points